# Nordlig senapsmal
Nordlig senapsmal (Rhigognostis kuusamoensis) är en fjärilsart som beskrevs av Jorma Kyrki 1989. Nordlig senapsmal ingår i släktet Rhigognostis, och familjen Senapsmalar. Enligt den finländska rödlistan är arten sårbar i Finland. Enligt den svenska rödlistan är arten otillräckligt studerad i Sverige. Arten förekommer i Övre Norrland. Artens livsmiljö är fuktiga gräsmarker, dikesrenar.